# Khalil Mammadov
Khalil Mammad Oglu Mammadov (în azeră Xəlil Məmməd oğlu Məmmədov; n. 5 mai 1916, Şuşa⁠(d), viceregatul Caucazului⁠(d), Imperiul Rus – d. 21 februarie 1989, Bakı, Republica Sovietică Socialistă Azerbaidjană) a fost un general-maior de miliție azer, Erou al Uniunii Sovietice și ministru al afacerilor interne al RSS Azerbaidjană. Mammadov a luptat în al Doilea Război Mondial, devenind în cele din urmă comandant al unui batalion de tancuri. A fost decorat pentru acțiunile sale din timpul Ofensivei Iași-Chișinău, în care batalionul său a capturat orașul românesc Roman. S-a retras din armată după război cu gradul de maior. Mammadov a lucrat apoi în Ministerul Afacerilor Interne al RSS Azerbaidjană și a devenit general-major de miliție. Între anii 1960 și 1965 a ocupat funcția de ministru al afacerilor interne al Azerbaidjanului.

## Tinerețea
Mammadov s-a născut la 5 mai 1916, în orașul Șușa din regiunea Nagorno-Karabah, într-o familie de meșteșugari. A urmat studii secundare profesionale. Mammadov a lucrat ca inginer la fabrica de locomotive din orașul Kyzyl-Arvat (azi în Turkmenistan) începând din 1937. A fost mobilizat în Armata Roșie în 1939 și a fost încadrat în Batalionul 122 Tancuri. În 1941 a devenit membru al Partidului Comunist al Uniunii Sovietice.

## Al Doilea Război Mondial
Mammadov a luptat pe front începând din octombrie 1941. A devenit comisar politic într-o companie de tancuri și a absolvit cursurile de perfecționare a comandanților (KUKSA) în 1942. A luat parte la luptele trupelor sovietice din Crimeea, Ucraina, România, Ungaria și Austria. În vara anului 1943 Mamadov a fost numit comandant al Batalionului 1 Tancuri din Brigada 3 Tancuri a Corpului 23 Tancuri.
În august și septembrie 1943 a luat parte la Ofensiva strategică Donbass. Pentru acțiunile sale, Mammadov a fost primit Ordinul Steaua Roșie la 25 septembrie 1943. În luna octombrie a participat la capturarea orașului Zaporijjea, iar la 19 martie 1944 a fost decorat cu Ordinul Aleksandr Nevski. În martie 1944 Mammadov a luptat în jurul fermelor Șevcenkovski, iar pentru aceste acțiuni a primit Ordinul Steagul Roșu. A luat parte apoi la Ofensiva Iași-Chișinău. La 21 august batalionul său a traversat Siretul și a ocupat orașul Roman, raportând că a capturat trei trenuri și până la 4.000 de soldați. Mammadov a fost rănit în acele lupte, dar a rămas în continuare la comandă. În 15 zile de luptă pe teritoriul României, batalionul său a distrus patru tancuri, două autotunuri, 64 de tunuri, 191 de autovehicule și 108 mitraliere, ucigând 1.375 de militari germani. La 24 martie 1945 Mammadov a primit titlul de Erou al Uniunii Sovietice și Ordinul Lenin.

## Perioada postbelică
Mammadov s-a retras din armată în 1946 cu gradul de maior. Între 1951 și 1952 a fost prim-secretarul Comitetului raional de partid Azizbaiov. În 1955 a absolvit Școala Superioară de Partid a Comitetului Central al PCUS. A lucrat în Ministerul Afacerilor Interne al RSS Azerbaidjane, îndeplinind funcțiile de viceministru al afacerilor interne (1957-1959) și prim-viceministru (1959-1960). La 23 februarie 1959 a primit gradul de comisar de miliție de rangul 3. În perioada 3 noiembrie 1960 - 5 ianuarie 1965 a îndeplinit funcția de ministru al afacerilor interne al RSS Azerbaidjane, post cunoscut după 1962 ca ministru al ordinii publice. A ieșit la pensie cu gradul de general-maior de miliție. Din 1971 până în 1974 a fost președinte al Comitetului de Stat pentru Educație Fizică și Sport din Azerbaidjan. A locuit la Baku și a murit la 21 februarie 1989. Mammadov a fost înmormântat la Baku.
O navă a Ministerului Marinei Comerciale a primit numele lui Mammadov.